# Gata Kamsky

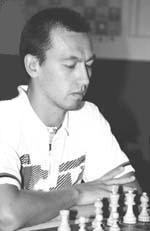
Gata Kamsky (foto Gennadiy Titkov)

Gata Kamsky (Russisch: Гата Рустемович Камский, Gata Roestemovitsj Kamski) (Novokoeznetsk, 2 juni 1974) is een Amerikaanse schaker van Russische afkomst, met FIDE-rating 2676 in 2017. Hij is sinds 1990 een grootmeester (GM).

## Loopbaan
Kamksy was al jong een sterk schaker, zo won hij in 1987 en 1988 het jeugdkampioenschap van de Sovjet-Unie.
In 1989 emigreerde Gata Kamsky met zijn vader naar de Verenigde Staten waar hij in 1990 op 16-jarige leeftijd grootmeester werd. Zijn laatste titelnorm haalde hij bij zijn debuut op in Nederland, waar hij een sterk bezet toernooi in Tilburg won. Zijn vader oefende een zware druk op hem uit. Net zoals de vader van de zusjes Judit, Zsofia en Zsuzsa Polgár de schaakcarrière van zijn kinderen vooropstelde, zo richtte vader Kamsky de opvoeding van zijn zoon op één doel, namelijk het bereiken van de schaaktop en alles moest daar voor wijken.
In 1991 werd Kamsky kampioen van de Verenigde Staten. In 1993 begon hij aan een opmerkelijke reeks successen in de cycli voor de wereldkampioenschappen die toen bestonden. Hij kwalicificeerde zich in het interzonetoernooi van Biel voor de kandidatenmatches van de FIDE en in Groningen voor dat van de PCA.
In 1994 won hij bij de FIDE de kwartfinale van Paul van der Sterren met 4½-2½. De kwartfinale in de PCA-cyclus won hij met 4½-1½ van Vladimir Kramnik. In de halve finale van de FIDE tegen Viswanathan Anand won hij de tie-break, nadat de match in 4-4 was geëindigd. Daarna won hij in de halve finale van de PCA overtuigend van Nigel Short met 5½-1½. In 1995 ging Valeri Salov in de finale van de FIDE-cyclus met dezelfde cijfers ten onder. Kamsky miste de kans om twee matches om het wereldkampioenschap te spelen door de finale van de PCA-cyclus met 4½-6½ te verliezen van Anand.
In 1996 verloor hij de in Elista gespeelde tweekamp om het FIDE-wereldkampioenschap van Anatoli Karpov met 7½-10½. Daarna stopte hij abrupt met schaken en ging in New York eerst medicijnen en later rechten studeren. In 1999 kwam hij even terug in het knock-outtoernooi om het FIDE-wereldkampioenschap, dat in Las Vegas werd gespeeld. Hij moest echter tegen Aleksandr Chalifman het onderspit delven. Na vijf jaar kwam hij terug en in 2004 won hij ongeslagen het wekelijks rapid schaak toernooi van de Marshallclub te New York. 
- In mei 2005 werd in Minneapolis het Global Chess Challenge toernooi gehouden dat met 7.5 uit 9 gewonnen werd door de Georgiër Zviad Izoria. Kamsky eindigde met 7 punten op een gedeelde tweede plaats.
- In augustus 2005 werd in Buenos Aires het Kampioenschap Amerikaans Continent verspeeld dat met 8.5 pt. uit 11 door Lazaro Bruzon gewonnen werd. Kamsky eindigde met 8 punten op een gedeelde tweede plaats. Er waren 152 deelnemers.
- Eind 2005 eindigde hij als negende in het FIDE-World cup toernooi, hij plaatste zich daarmee voor een nieuwe reeks kandidatenmatches.
- In 2006 won hij het World Open toernooi.
- In 2006 speelde Kamksy in het Corus-toernooi, hij eindigde achterin met 4½ uit 13. In het M-Tel Masters toernooi in Sofia eindigde hij als tweede met 6 pt. uit 10.
- In 2007 won hij de World Chess Cup in Chanty-Mansiejsk en verwierf daarmee het recht om met Veselin Topalov een match te spelen om het recht de wereldkampioen uit te dagen.
- In 2016 eindigde hij als derde op het Chigorin Memorial toernooi in Sint-Petersburg.[1]
- In 2019 won hij het Hogeschool Zeeland Toernooi in Vlissingen.[2]

## Openingen
De schaakopeningen die het meest door Kamsky gespeeld worden zijn het Siciliaans, het Spaans en het Grünfeld-Indisch.

## Partij
Kamsky won in 1994 bij het wereldkampioenschap schaken in 17 zetten van Viswanathan Anand. De partij verliep als volgt:1.d4 Pf6 2.Pf3 c5 3.c3 g6 4.Lg5 Db6 5.Db3 Pe4 6.Lf4 Pc6 7.d5 Pd8 8.Pbd2 Pf6 9.e4 d6 10.Lb5+ Ld7 11.a4 Dc7 12.0-0 Lg7 13.e5 Ph5 14.exd6 exd6 15.Tfe1+ Kf8 16.Lxd7 Dxd7 17.Db5

## Externe koppelingen
- (en)   Informatie over schaakpartijen van Gata Kamsky op ChessGames.com
- (en)   Informatie over schaakpartijen van Gata Kamsky op 365chess.com
- (en)  FIDE-ratinggegevens voor Gata Kamsky